# Sigl (Vilseck)
Sigl bezeichnet einen Ort im Landkreis Amberg-Sulzbach in der Oberpfalz in Bayern. Heute ist Sigl ein Ortsteil der Stadt Vilseck. Nach 1818 war es eine eigenständige Gemeinde.
Südlich von Sigl verläuft die Staatsstraße St2166.

## Geschichte
Durch das erste bayerische Gemeindeedikt wurde Iber im Jahre 1808 zum Steuerdistrikt und dem Landgericht Amberg und damit dem Naabkreis zugeordnet. Nach der Auflösung des Naabkreises zugunsten des Mainkreises und des Regenkreises wurde Iber im Jahr 1810 zusammen mit dem Landgericht Amberg dem Regenkreis zugeordnet (ab 1838 "Oberpfalz und Regensburg").
Durch das zweite bayerische Gemeindeedikt wurde Iber im Jahre 1818 eine eigenständige politische Gemeinde.
1838 wurde das Landgericht Vilseck gegründet, dem Sigl zusammen mit den Steuergemeinden Adlholz, Ehenfeld, Gebenbach, Gressenwöhr, Großschönbrunn, Iber, Hahnbach, Irlbach, Langenbruck, Massenricht, Schalkenthan, Schlicht, Seugast, Süß und Vilseck zugeordnet und aus dem Landgericht Amberg herausgelöst wurde.